# Le portrait de Manon
Le portrait de Manon (deutsch: Das Bildnis der Manon) ist eine Opéra-comique in einem Akt von Jules Massenet nach einem Libretto von Georges Boyer. Die Uraufführung erfolgte am 8. Mai 1894 an der Opéra-Comique in Paris. Der Einakter bezieht sich auf Massenets Oper Manon von 1884.

## Handlung
Als Bindeglied zur Oper Manon dient Chevalier Des Grieux. Nach dem Tod seiner Geliebten Manon hat sich dieser zurückgezogen und kümmert sich nur noch um sein Mündel Jean, der langsam zu einem Mann heranwächst. Verbittert von seinen eigenen Erfahrungen, will Chevalier Des Grieux ihn von der Liebe fernhalten. Doch Jean verliebt sich in Aurore, das mittellose Mündel seines Freundes Tiberge. Diese sieht der Geliebten von Des Grieux sehr ähnlich. Tiberge versucht seinen Freund davon zu überzeugen, die junge Liebe zu erlauben.
Aurore und Jean versuchen ihre Liebe zu verbergen, doch bei einem Kussversuch Jeans fällt das Porträt von Manon herunter und die beiden sind ganz erstaunt ob der Ähnlichkeit. Es kommt zu einer Auseinandersetzung: Aurore wird von Tiberge weggerufen und Des Grieux versucht Jean zu maßregeln. Doch Aurore kommt wieder, in der gleichen Kleidung, in der Manon Des Grieux in Amiens kennen gelernt hatte. Es stellt sich heraus, dass Aurore die Tochter von Lescaut, dem Bruder von Manon, ist und damit die Nichte von Manon. Des Grieux stimmt nun einer Hochzeit zu.

## Aufführungsgeschichte
Le portrait de Manon wurde an der Opéra-Comique in Paris am 8. Mai 1894 uraufgeführt. Weitere Aufführungen im Théâtre de la Monnaie im November 1894 und im Teatro del Fondo in Neapel im Dezember 1894 folgten. Das Werk erlebte seine USA-Premiere am Opera House in New Orleans im Jahr 1895. Nach Aufführungen im Théâtre-Lyrique im September 1922 geriet die Oper in Vergessenheit und wurde erst wieder 1985 am Teatro La Fenice gespielt. Seither erfolgten Produktionen der Oper an der Opéra de Monte-Carlo, der Glimmerglass Opera, am Teatro Liceu und am Royal Opera House Covent Garden.
Im Jahr 2014 produzierte kultur.theater.musik die deutschsprachige Erstaufführung. Das Bildnis der Manon (Übersetzung und Regie Ulla Pilz) wurde im Rahmen des Festivals Sommeroper im Amthof in Feldkirchen in Kärnten und in verschiedenen Theatern in Niederösterreich aufgeführt, mit dem Ziel, Musiktheater in den ländlichen Raum zu bringen. Die musikalische Leitung dieser Produktion lag in den Händen von Nana Masutani, die Sopranistin Iza Kopec verkörperte Aurore, Armin Gramer übernahm als erster Countertenor die Hosenrolle des Jean, der Tenor Martin Mairinger sang den Tiberge und der Bariton Johannes Hanel den Des Grieux. Im Januar 2019 folgte in der Blackbox der Hochschule für Musik und Theater „Felix Mendelssohn Bartholdy“ Leipzig eine Produktion in französischer Sprache mit Studierenden der Fachrichtung Gesang/Musiktheater in einer Inszenierung von Jörg Behr.

## Charakteristik
„Es handelt sich hier nicht nur um eine Fortsetzung der Oper Manon in intimerem Rahmen, Massenet spielt auch mit musikalischen und dramaturgischen Reminiszenzen an seine berühmte Oper, und so entsteht eine sehr spezielle Mischung aus Drama, Leichtigkeit und Witz.“